# Рябченко Микола Миколайович

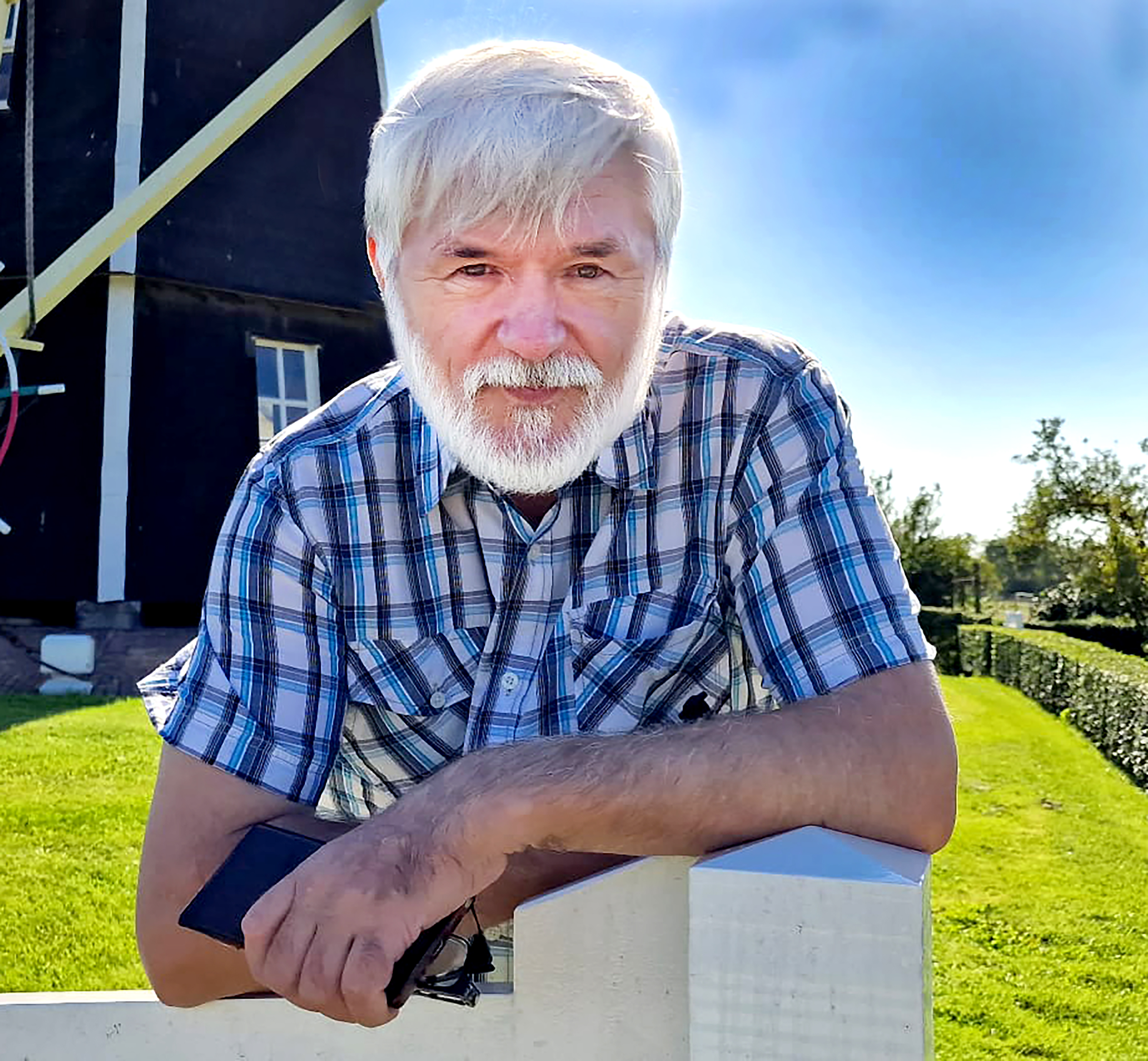

Рябченко Микола Миколайович (21 травня 1958) - український репортер і мандрівник, перший з маріупольців, що став членом міжнародної Федерації журналістів-професіоналів (з 1999), член Національної Спілки журналістів України. 

## Біографія
Микола Миколайович Рябченко народився 21 травня 1958 року в родині службовців у селищі Старий Крим, що знаходиться в адміністративних межах м Маріуполя, Україна. Закінчив Жданівський індустріальний технікум (1982), працював зварювальником, пізніше - репортером-фрілансером багатьох телерадіокомпаній та Агенцій новин, зокрема, УНІАН, REUTERS, «Інтер», «Україна», «СТБ», «ICTV», «НТН» (Київ), «ТВ-6 Москва», «НТВ», «РЕН-ТВ» та ін.
Починаючи з 1994 року, разом із молодшим сином В'ячеславом багато подорожує, пропагуючи Україну і підтримуючи її позитивний імідж за кордоном.  
Був керівником навколосвітньої велосипедної експедиції (вперше в історії Незалежної України) та Місії народної дипломатії «З миром - у Третє Тисячоліття», яка проходила під патронатом Кабінету міністрів України, під прапорами України, національного Олімпійського комітету України і ООН. 
Як мандрівник, побував у 24-х країнах Європи, Азії, Африки та Америки. 
Завдяки миротворчій діяльності Миколи Рябченка, у чотирьох музеях України і країнах ближнього зарубіжжя встановлено постійно діючі експозиції.   
Друкується в періодичній пресі. Організовує фотовиставки та експозиції. Голова створеного ним «Клубу мандрівників».
Один із авторів (спільно з Джувагою В.П. і Руденком М.Г.) Енциклопедичного довідника «Маріуполь», а також автор біографічних довідників «Твоя, Маріуполь, слава!», «В пам'ять про воїнів-інтернаціоналістів" і «Почесні громадяни міста Маріуполь».
Зняв два документальних видеофільми про війну в Україні 2014-22 рр.: "Меня зовут Мариуполь!" і "За право жить".  
З 2018 року Микола Рябченко офіційно очолює редацію газети "Домаха" (єдина україномовна газета у Південному Приазов'ї). 
З 2022 року, внаслідок воєнної окупації армією РФ Півдня України,  редакція газети "Домаха" переїхала на терени Європейського Союзу, і продовжує працювати в екзилі. 
Нагороджений відомчими медалями ДПСУ і грамотами силових структур, зокрема, МНС і МВС. 
Через свою журналістську діяльність по висвітленню актуальних правових проблем і ситуацій в «гарячих точках», Микола Рябченко неодноразово зазнавав утисків і переслідувань як з боку офіційних правоохоронних органів, так і з боку різного роду формувань, зокрема, озброєних.